# Dorzecze Wieprzy
Dorzecze Wieprzy – jedno z bezpośrednich dorzeczy zlewiska Morza Bałtyckiego, na Pobrzeżu Koszalińskim i Pojezierzu Zachodniopomorskim, o powierzchni 2170 km². Dorzecze obejmuje dolinę rzeki Wieprzy i dorzecza wszystkich jej dopływów.
Według Instytutu Meteorologii i Gospodarki Wodnej, który dokonał podziału Polski na jednostki hydrograficzne najwyższego rzędu, zlewnia Wieprzy należy do dorzecza rzek przymorza Bałtyku. 
Gospodarzem wszystkich wód w zlewni Wieprzy jest Regionalny Zarząd Gospodarki Wodnej w Szczecinie, który administruje regionem wodnym Dolnej Odry i Przymorza Zachodniego.
Największym dopływem Wieprzy jest rzeka Grabowa.
```
Lista wszystkich nazwanych cieków wodnych w dorzeczu Wieprzy:

Wieprza

   ├───L───
Grabowa

   │          ├>>─P───
Bagnica

   │          ├───P───
Dąbrowa

   │          │          └───L───
Czernica

   │          ├───L───
Rów Wiekowski

   │          ├───P───
Przystawski Potok

   │          ├───L───
Świernica

   │          ├───L───
Bielawa

   │          │          └───L───
Świrnica

   │          ├───L───
Białka

   │          ├>>─P──────────────────────────────┐
   │          ├───P───
Jasienica
                  │
   │          ├───P───
Grabówka
                   │
   │          ├───P───
Wielinka
                   │
   │          ├───P───
Błotnica
                   │
   │          └───P───
Pustynka
                   │
   ├───L───
Łąkawica
                              │
   ├───L───
Krupianka
                             │
   ├───P───
Stobnica
                              │
   │          └───P───
Rudzień
                    │
   ├───L───
Jarosławianka
                         │
   ├───L───
Leśna
                                 │
   ├───L───
Jasienica
                             │
   ├───P───
Pijawica
                              │
   ├───P───
Moszczeniczka
                         │
   │          ├───P───
Niemęt
                     │
   │          ├───P───
Zielona Struga
             │
   │          └───L───
Gacka Struga
               │
   ├───P───
Pałowska Struga
                       │
   ├───L───
Tokara
                                │
   ├───P───
Wrześniczka
                           │
   ├───P───
Młynówka
                              │
   ├───L───
Moszczenica
                           │
   │          ├───P───
Kanał Miejski
───────┐      │
   │          ├───P───
Bobrowiczka
         │      │
   │          ├───L───
Radosławka
          │      │
   │          ├───L───
Leniwka
             │      │
   │          ├───P───
Rzyszczewka
         │      │
   │          └───P───
Kościelna Struga
    │      │
   ├───L───
Cierniak
                       │      │
   ├>>─L──────────────────────────────────┘      │
   ├───L───
Reknica
                               │
   │          ├───L───
Kosierzewka
                │
   │          └──────────────────────────────────┘
   ├───P───
Ściegnica

   │          └───P───
Bzianka

   ├───P───
Bystrzenica

   │          └───P───
Struga Miszewska

   ├───L───
Modła

   ├───L───
Studnica

   │          ├───L───
Dzika

   │          ├───L───
Białka

   │          ├───L───
Świerzynka

   │          ├───L───
Pierska Struga

   │          ├───P───
Węgorzynka

   │          └───L───
Pląsa

   ├───L───
Broczynka

   │          ├───L───
Miłacz

   │          └───P───
Milanówka

   ├───P───
Pokrzywna

   │          ├───L───
Ślizień

   │          ├───P───
Korzyca

   │          ├───L───
Kunica

   │          └───P───
Rybiec

   ├───L───
Bożanka

   ├───L───
Doszenica
```